# رمز السلام

صُمم الرمز ('☮') في الأصل ليرمز لحركة حملة نزع السلاح النووي في بريطانيا قبل أن يصبح رمزاً عالمياً للسلام.

قد استخدمت عدة رموز للسلام بطرق مختلفة وضمن سياقات وثقافات عديدة. استخدمت الحمامة وغصن الزيتون لترمزان إلى السلام منذ القدم واكتسبت طابعاً أكثر عالمية بعد ما جعلها بابلو بيكاسو تكتسب مزيد من الشعبية عقب الحرب العالمية الثانية. ومن ثم أصبحت إشارة السلام ('☮') رمزاً عالمياً إنسانياً للسلام خلال خمسينيات القرن العشرين، وقد صممها الفنان البريطاني جيرالد هولتوم في الأصل لتمثل رمزاً لحملة نزع السلاح النووي في المملكة المتحدة، ولكنها اجتذبت المزيد من الزخم الشعبي بعدما استعملها ناشطو الثقافة المصادة المناوئين للحروب في الولايات المتحدة ودول أخرى حول العالم. كما أصبحت علامة النصر وعلم السلام رموزاً دولية للسلام.

## رمز السلام

لوحة الثالث من مايو 1808 لفرانشيسكو جويا أشار لها جيرالد هولتوم كواحدة من إلهاماته -بالرغم من أنه قال أن الفلاح جعل يديه تمتد للأسفل.

العلامة المعروفة عالميا (☮) صممت في الأصل لحركة نزع السلاح النووى البريطانية بواسطة جيرالد هولتوم في عام 1958. هولتوم هو فنان ومصمم، شارك هولتوم في مسيرة من ميدان ترافالغار في لندن إلى مؤسسة الأسلحة الذرية في ألدرماستون في إنجلترا، نظمت المسيرة لجنة التصرف المباشر في أبريل ودعمت من قبل حملة نزع السلاح النووى (CND). يقع تصميم هولتوم الأصلي في متحف السلام في برادفورد في إنجلترا، وقد قام أريك أوستين بتكييفه إلى شارات للسترة من خزف عام (1922–1999).

الحرف "N" بعلامات الإشارة

الحرف "D" بعلامات الإشارة

الرمز عبارة تركيب من إشارات أعلام الإشارة (semaphore) للحرفين اللاتينيين "N" و"D" يرمزان للكلمة الأنجليزية "nuclear disarmament" ومعناها «نزع السلاح النووى». يتم تكوين الحرف "N" في أعلام الإشارة بشخص يحمل علمين في شكل حرف "V" مقلوب، ويتم تكوين الحرف "D" بتوجيه علم للأعلى وعلم للأسفل. بجمع العلامتين يتكون شكل مركز رمز السلام.
كتب هولتوم لاحقا إلى هيو بروك محرر مجلة «أخبار السلام» يشرح أصل فكرته بشكل أكبر، يقول هولتوم: «كنت في حالة من اليأس. يأس عميق. رسمت نفسى ممثلا لشخص في حالة يأس، مع كفيين يد ممدودين إلى الخارج ونزولا في أسلوب فلاح فرانشيسكو جويا قبل الإعدام رميا بالرصاص. ثم حولت الرسمة إلى خطوط ووضعت دائرة حولها.»
يقول كين كولسبم - مراسل لهولتوم - أن المصمم ندم على رمزية اليأس، حيث شعر أن السلام شيء يحتفل من أجله وأراد أن يكون الرمز مقلوبا. ويقال أن أريك أوستين اكتشف أن لفتة اليأس لطالما أرتبطت ب«موت الرجل»، والدائرة ب«الطفل الذي لم يولد» محتمل أن يكون رجوعاً إلى كتاب الرموز (The Book of Signs) لرودولف كوش، (النسخة الألمانية، 1923) طبعت نسخة أنجليزية منه عام 1955.
أصبح الرمز شارة لحملة نزع السلاح النووى وأصبح أرتدائه علامه دعم للحملة ولنزع السلاح من طرف واحد من قبل بريطانيا. حيث وصفه فرد في التاريخ المبكر من حركة نزع السلاح النووى قائلاً «رمز بصرى يرتبط بمسيرة ألدرماستون ولاحقا بالحملة كلها... على الأرجح أقوى صورة والأكتر قابلية للتذكر والتكيف صممت في أي وقت لسبب علمانى.»
بدون براءة أختراع أو تقييد أنتشر الرمز إلى ما بعد الحركة وتبنته الحركة المناهضة للحرب. أصبح الرمز معروفا في الولايات المتحدة عام 1958 عندما أبحر المحتج السلمى ألبرت بجلو بقارب صغير مُركب به راية حركة نزع السلاح النووى إلى منطقة مجاورة لاجراء تجارب نووية. وتم جلب أزرار مع الرمز إلى الولايات المتحدة عام 1960 من قبل فيليب ألتباك، صائد أسماك بجامعة شيكاغو. سافر ألتباك إلى بريطانيا ليقابل مجموعات السلام البريطانية كمندوب من أتحاد طلاب السلام SPU وفي طريقه للعودة أقنع الأتحاد بتبنى الرمز. بين عامى 1960 و 1964 قاموا ببيع آلاف الأزرار في الجامعات. وبنهاية العقد أصبح الرمز رمز عام للسلام، يتخطى الحواجز بين الأمم والثقافات.